# Enganches ecuestres

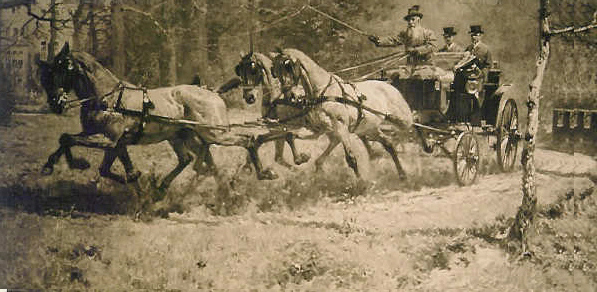
Enganches.

Enganches es un deporte ecuestre que consiste en el manejo de un tiro de caballos enganchados a un carruaje, sobre el cual los conductores tienen que demostrar la pericia en la conducción. El tiro de caballos puede estar formado por un caballo (limonera), dos (tronco) o cuatro (cuartas). Esta disciplina también es llamada "atalajes" o "prueba combinada de carruajes".

## Tipos de competiciones
- Adiestramiento: Se valora la armonía, cadencia, impulsión, facilidad de movimientos y la correcta posición de los caballos. Al conductor se le evalúan pericia, estilo y habilidad para dirigir a su equipo.

- Resistencia (maratón): Consiste en un recorrido con un máximo de 22 kilómetros, divididos en cinco secciones, incluyendo obstáculos naturales como puertas, giros bruscos, riachuelos, terrenos escalonados y obstáculos artificiales. Se prueba la forma física de los caballos y la habilidad y control de su conductor.

- Obstáculos: Se desarrolla en una pista cerrada con un máximo de 20 obstáculos. El coche y los caballos deben pasar entre las banderas que definen cada obstáculo, que son pasos obligados en forma de letras que deben sortearse sin golpear con el coche.

## Historia
Es probable que los caballos se emplearan para tirar de carros antes incluso de que se usaran para monta.[cita requerida] Las carreras de caballos con carro son competencias que se remontan al año 2000 antes de Cristo, en la Antigua Grecia, donde eran el deporte nacional. Las primeras carreras olímpicas aparecieron en la XXV olimpíada, en el año 480 a. C.
Como deporte, el driving (enganches) tuvo una gran difusión en Europa a partir de 1969, cuando el Príncipe de Edimburgo, quien asistía como Presidente de la Federación Ecuestre Internacional a un Campeonato de Equitación en Polonia, se admiró observando las distintas figuras que realizaban en coches tradicionales conductores de Europa Central. Viendo el atractivo que despertaba, consideró que bien podía practicarse como deporte. Al regresar a Inglaterra se dedicó a estudiar esta modalidad y en 1970 la Federación Ecuestre Internacional aprobaba el “Reglamento para Competencia Combinada de Carruajes”.
En la actualidad los enganches no está considerado como deporte olímpico, nunca ha sido considerado como tal en la era moderna, aunque sí es reconocida por la Federación Ecuestre Internacional y ha sido incluida en todos los Juegos Ecuestres Mundiales.